# Millionär sucht Frau
Millionär sucht Frau ist eine österreichische Datingshow, die vom Privatsender Puls 4 produziert wird. Titel und Machart der Sendung erinnern an Bauer sucht Frau.

## Konzept
In der Sendung suchen drei Millionäre aus Österreich eine Partnerin, begleitet werden diese von Johanna Setzer. In der allerersten Folge werden die drei Männer vorgestellt. Alle interessierten Frauen können sich innerhalb einer befristeten Zeitspanne für die Sendung bewerben. Die Teilnehmerinnen, die sich durchsetzen können, lernen dann die drei Millionäre kennen und erleben so deren luxuriösen und stressigen Alltag; auf ein Drehbuch verzichtete man völlig. Am Ende der Sendung entscheidet sich dann, welche der drei Frauen der insgesamt neun Kandidatinnen an der Seite eines Millionärs leben darf.

## 1. Staffel (2011/2012)
Die erste Staffel der Sendung wurde erstmals am 4. März 2012 ausgestrahlt, die Vorstellung der drei Millionäre erfolgte am 25. August 2011. Im Finale stellte sich Ivana als einzige Siegerin heraus. Es bewarben sich mehr als 5.000 Frauen.

### Kandidaten

#### Millionäre
| Name             | Alter    | Beschreibung |
| ---------------- | -------- | --- |
| Roger Seunig     | 26 Jahre | Chef von 700 Mitarbeitern und Inhaber eines Einkaufszentrums mit dem Namen Excalibur City, entschied sich für Ivana                                          |
| Christian Vonach | 48 Jahre | Ältester Millionär der Staffel, Geschäftsmann, traf keine Entscheidung im Finale                                                                             |
| Roger Rankel     | 40 Jahre | Laut eigenen Angaben ist es ihm äußerst wichtig, dass seine Mutter und seine Tochter die zukünftige Partnerin akzeptieren, traf keine Entscheidung im Finale |

#### Partnerinnen
| Name     | Alter    | Spitzname              |
| -------- | -------- | ---------------------- |
| Sigrid   | 39 Jahre | „Die Sängerin“         |
| Bettina  | 41 Jahre | „Die Unnahbare“        |
| Gudrun   | 39 Jahre | „Die Märchen-Fee“      |
| Sylvia   | 43 Jahre | „Die Hotelierstochter“ |
| Jenny    | 24 Jahre | „Die Extrovertierte“   |
| Ivana    | 22 Jahre | „Das Model“            |
| Melanie  | 25 Jahre | „Die Abenteuerlustige“ |
| Michelle | 38 Jahre | „Die Lebensfrohe“      |
| Veronica | 23 Jahre | „Die Cheerleaderin“    |
| Sabine   | 27 Jahre | „Die Ehrgeizige“       |
| Jasmin   | 25 Jahre | „Die Tierliebhaberin“  |
| Claudia  | 43 Jahre | „Die Businessfrau“     |

## Kritik
Die Sendung wird häufig dafür kritisiert, dass das Konzept der Sendung nicht richtig umgesetzt wird und das eigentliche Dating außen vor bleibt. Es gehe den Kandidatinnen nicht um Partnersuche, sondern lediglich um das Geld der Millionäre.